# Кајано (Фиренца)
Кајано је насеље у Италији у округу Фиренца, региону Тоскана.
Према процени из 2011. у насељу је живело 9 становника. Насеље се налази на надморској висини од 455 м.